# James G. Watt
Pour les articles homonymes, voir Watt (homonymie).
James Gaius Watt, né le 31 janvier 1938 à Lusk (Wyoming) et mort le 27 mai 2023 à Wickenburg en Arizona,, est un homme politique américain. Membre du Parti républicain, il est secrétaire à l'Intérieur entre 1981 et 1983 dans l'administration du président Ronald Reagan.